# Querelle
Querelle es una película de 1982 dirigida por el director alemán Rainer Werner Fassbinder; se trata de una adaptación de la novela del autor francés Jean Genet Querelle de Brest (1947). Es la última película de Fassbinder, que muere aquel año.

## Argumento
La película se centra en un bello marinero, Georges Querelle (Brad Davis), quien es también un ladrón y asesino y ha recorrido con la tripulación todo el mundo. Cuando su barco, el Vengeur, llega a la ciudad francesa de Brest, Querelle visita el burdel Feria, regentado por Lysiane (Jeanne Moreau), enamorada de Robert, el hermano de Querelle.
Querelle, quien ha estado realizando tráfico de opio con el dueño de Feria y un policía de Brest —ambos homosexuales—, asesina a su cómplice y compañero de tripulación Vic en un acto mezclado de deseo y violencia, tan habitual en las obras literarias de Genet, autor homosexual y protagonista, a su vez, de varios episodios delictivos en su juventud. 
Para suerte de Querelle, un capataz de la construcción de Brest llamado Theo muere asesinado por uno de los miembros de su cuadrilla de obreros, Gil, que se venga así de las frecuentes humillaciones a las que le sometió el capataz. Gil se esconde de la policía, y un muchacho, Roger, enamorado de Gil, establece contacto con Querelle, el cual promete ayudar a que Gil escape.
La relación entre Querelle y Gil se convierte en una relación de amor. Querelle siente una atracción especial por Gil, al considerarle del mismo rango que él: un asesino. Sin embargo, Querelle avisa anónimamente a la policía sobre el plan de fuga que él mismo le ha preparado a Gil.
A lo largo de la película, otras escenas, en paralelo, muestran al patrón de barco —el teniente Seblon (Franco Nero)— enamorado de Querelle por su perfección y su instinto asesino; Seblon protege a Querelle de la justicia.

## Análisis
La adaptación surrealista de Fassbinder consigue alcanzar el nivel de dramatismo y abstracción de la novela original. Fue el trabajo final de Fassbinder y, según sus propias palabras, la película más importante de su carrera como director de cine.[cita requerida]
La obra Querelle es un icono del cine gay.